# Aluligera maculata
Aluligera maculata är en tvåvingeart som beskrevs av Richards 1965. Aluligera maculata ingår i släktet Aluligera och familjen hoppflugor.
Artens utbredningsområde är Tanzania. Inga underarter finns listade i Catalogue of Life.